# Burg Montmorin

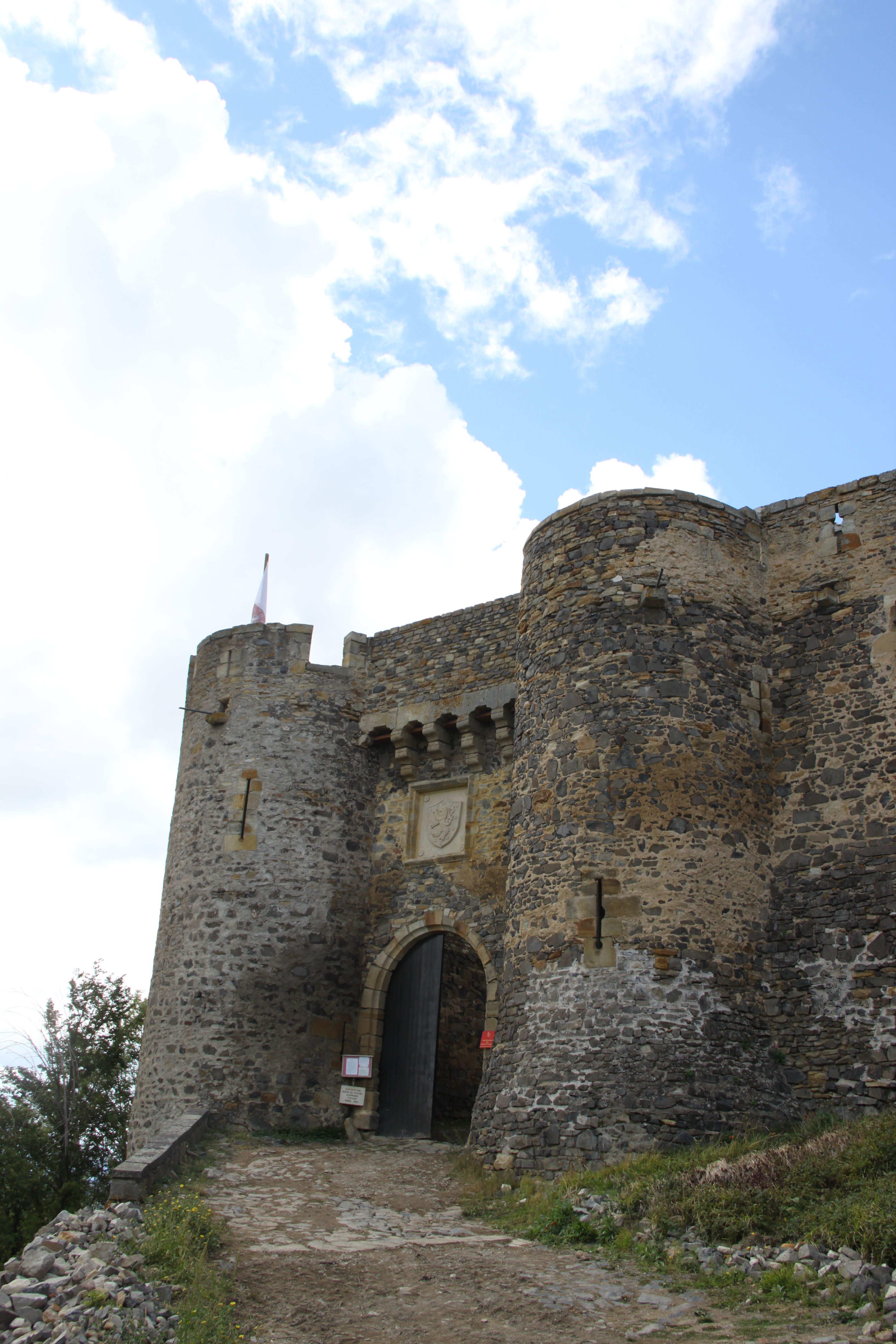
Burg Montmorin

Die Burg Montmorin (französisch Château de Montmorin) ist eine französische Festung, die im 12. und 13. Jahrhundert in der Gemeinde Montmorin erbaut wurde. Die Burgruine ist als historisches Denkmal gelistet und Erbe der Adelsfamilie Montmorin.

## Geographische Lage
Die Ruine der Burg Montmorin liegt in der Gemeinde Montmorin der Region Auvergne-Rhône-Alpes im Département Puy-de-Dôme. Errichtet wurde sie auf einem Hügel drei Kilometer südwestlich von Billom, angrenzend an den regionalen Naturpark Livradois-Forez. Diese Position garantierte die Überwachung der Umgebung und schützte die Burg vor Angreifern.

## Geschichte
Die spätromanische Burganlage wurde im 12./13. Jahrhundert errichtet und im Laufe der Jahrhunderte zu einer Verteidigungsanlage ausgebaut. Im Jahr 1634 wurde die Festung auf Befehl von Kardinal Richelieu, der als Staatsmann im Dienst der französischen Krone handelte, zerstört. Sie galt als Zentrum des Widerstands gegen die königliche Autorität in Frankreich.
Heute ist die Burg Montmorin teilweise restauriert und steht seit 1985 unter Denkmalschutz. Sie stellt ein bedeutendes Kulturerbe der Familie Montmorin aus Saint-Hérem dar. Die Familie ist einer der einflussreichsten Adelsdynastien der Auvergne und nutzt einen Teil der Burg bis heute als private Residenz.

## Beschreibung
Die Burgruine weist charakteristische architektonische Merkmale einer Verteidigungsanlage des Mittelalters auf. Das befestigte Haupttor ist von zwei Türmen umgeben und wird durch Pechnasen überdacht. Die Pechnasen dienten zur Verteidigung der Festung und boten den Verteidigern die Möglichkeit, den Gegner von oben mit Steinen oder heißer Flüssigkeit zu bewerfen.
Im linken Turm befindet sich ein Wachhaus, das mit einem Kamin und Ausguck ausgestattet ist. Er ist mit der umlaufenden, die gesamte Burg umschließenden Ringmauer verbunden.
Vier Säle des Wachhauses sind heute für die Öffentlichkeit zugänglich und wurden zu einem Museum ausgebaut. Im Rahmen von Führungen können Besucher archäologische Gegenstände wie Waffen oder Möbel aus verschiedenen Epochen besichtigen. Der große Saal gibt Einblick in das Leben der Bevölkerung der Auvergne, die im Mittelalter zu einer der bevölkerungsstärksten Regionen Frankreichs gehörte.